# Carmen L. Oliveira
Carmen Lúcia de Oliveira (, ) é uma escritora brasileira. Fez pós-graduação em Literatura pela Universidade de Notre Dame. Escreveu artigos para os jornais O Globo e O Estado de S. Paulo e para a revista Bravo!. Seu romance Flores Raras e Banalíssimas, sobre a relação amorosa entre Elizabeth Bishop e Lota de Macedo Soares, inspirou o flme Flores Raras, de Bruno Barreto.

## Obras
- 1988 - Trilhos e quintais (Rocco) - romance
- 1995 - Flores Raras e Banalíssimas (Rocco) - romance
- 2012 - Diga toda a verdade — em modo oblíquo (Rocco) - contos